# Don't be afraid of the dark (album)
Don't be afraid of the dark is het zesde studioalbum van Robert Cray en het vijfde met zijn band. Mercury Records bracht het in 1988 op compact disc en elpee uit, waarna Cray aan een wereldtoer begon. De muzikale productie werd verzorgd door Bruce Bromberg en Dennis Walker, met Bill Dashiell als geluidstechnicus van dienst. De muziek werd opgenomen in de studio's Sunset Sound en Sunnyside Studios (beide in Los Angeles), gemixt door Jeff Hendrickson in de Village Recorder en gemasterd door Bernie Grundman.
Het album was in commercieel opzicht een succes; er werden meer dan een miljoen exemplaren van verkocht. Het bereikte de 32ste plaats in de Amerikaanse hitlijst. Ook in Australië (negentiende plaats), Zwitserland (zevende plaats) en Nieuw-Zeeland (zesde plaats) bereikte het de hitlijsten. In Nederland werd Don't Be Afraid of the Dark Crays tweede nummer één-hit. Cray won - net als met zijn vorige albums, Showdown! en Strong Persuader - een Grammy Award voor het beste bluesalbum van het jaar. Critici hekelden de gladde, gepoetste toon en de flauwigheid en/of het gebrek aan spanning als gevolg daarvan.

## Tracklist
| Nr. | Titel                       | Schrijver(s)      | Duur |
| --- | --------------------------- | ----------------- | ---- |
| 1.  | Don't Be Afraid of the Dark | Dennis Walker     | 3:47 |
| 2.  | Don't You Even Care?        | Robert Cray       | 3:56 |
| 3.  | Your Secret's Safe with Me  | Peter Boe, Walker | 4:52 |
| 4.  | I Can't Go Home             | Cray              | 4:23 |
| 5.  | Night Patrol                | David Amy         | 4:43 |

| Nr. | Titel                  | Schrijver(s)                                 | Duur |
| --- | ---------------------- | -------------------------------------------- | ---- |
| 1.  | Acting this Way        | Boe, Cousins                                 | 4:26 |
| 2.  | Gotta Change the Rules | Cray                                         | 3:24 |
| 3.  | Across the Line        | Amy, Boe, Cray, Dave Olson, Oscar Washington | 4:07 |
| 4.  | At Last                | Cray, Patsy Sermersheim                      | 3:30 |
| 5.  | Laugh Out Loud         | Walker                                       | 4:20 |

## Musici
- Richard Cousins - basgitaar
- David Olson - drums
- Peter Boe - toetsen
- David Sanborn - altsaxofoon op "Acting this Way"

- Andrew Love - tenorsaxofoon
- Wayne Jackson - trompet, trombone
- Robert Cray - zang, gitaar

## Hitnotering

### NederlandseAlbum Top 100
| Hitnotering: 20-08-1988 t/m 11-02-1989 | Hitnotering: 20-08-1988 t/m 11-02-1989 | Hitnotering: 20-08-1988 t/m 11-02-1989 | Hitnotering: 20-08-1988 t/m 11-02-1989 | Hitnotering: 20-08-1988 t/m 11-02-1989 | Hitnotering: 20-08-1988 t/m 11-02-1989 | Hitnotering: 20-08-1988 t/m 11-02-1989 | Hitnotering: 20-08-1988 t/m 11-02-1989 | Hitnotering: 20-08-1988 t/m 11-02-1989 | Hitnotering: 20-08-1988 t/m 11-02-1989 | Hitnotering: 20-08-1988 t/m 11-02-1989 | Hitnotering: 20-08-1988 t/m 11-02-1989 | Hitnotering: 20-08-1988 t/m 11-02-1989 | Hitnotering: 20-08-1988 t/m 11-02-1989 |
| Week:                                  | 1                                      | 2                                      | 3                                      | 4                                      | 5                                      | 6                                      | 7                                      | 8                                      | 9                                      | 10                                     | 11                                     | 12                                     | 13                                     |
| -------------------------------------- | -------------------------------------- | -------------------------------------- | -------------------------------------- | -------------------------------------- | -------------------------------------- | -------------------------------------- | -------------------------------------- | -------------------------------------- | -------------------------------------- | -------------------------------------- | -------------------------------------- | -------------------------------------- | -------------------------------------- |
| Positie:                               | 35                                     | 7                                      | 3                                      | 3                                      | 2                                      | 2                                      | 2                                      | 3                                      | 6                                      | 10                                     | 15                                     | 22                                     | 22                                     |
| Week:                                  | 14                                     | 15                                     | 16                                     | 17                                     | 18                                     | 19                                     | 20                                     | 21                                     | 22                                     | 23                                     | 24                                     | 25                                     |                                        |
| Positie:                               | 30                                     | 36                                     | 46                                     | 57                                     | 66                                     | 90                                     | 90                                     | 77                                     | 67                                     | 64                                     | 73                                     | 93                                     | uit                                    |